# Nayef bin Abdoel Aziz al-Saoed
Nayef bin Abdoel Aziz al-Saoed (Arabisch: نايف بن عبد العزيز آل سعود) (Taif, 1934 – Genève, 16 juni 2012) was tot zijn overlijden de kroonprins van Saoedi-Arabië. Hij was lange tijd, van 1975 tot 2012, minister van Binnenlandse Zaken. Hij was een van de vijf overgebleven broers van de zogenoemde Sudairi Seven, de zeven zonen van koning Abdoel Aziz al Saoed bij Hassa bint Ahmad Sudairi.
Nayef werd geboren in Taif in 1933. In 1953 werd hij gouverneur van Riyad. Tussen 1954 en 1970 is hij onderminister van Binnenlandse Zaken geweest. In 1970 werd hij door toenmalig koning Faisal benoemd tot minister, een post die hij tot zijn overlijden bekleedde. Sinds 1975 had hij de portefeuille van Binnenlandse Zaken, bijkomend was hij sinds 2009 de tweede vicepremier, en sinds 2011 kroonprins.
Hij was in totaal driemaal gehuwd en liet tien kinderen na.
Een zoon van hem is minister in Saoedi-Arabië, een andere zoon is ambassadeur in Spanje.

## Opvolging
Na het overlijden van zijn halfbroer Sultan was hij door koning Abdoellah in 2011 benoemd tot kroonprins. Vanwege de ziekte van zijn halfbroer werd Nayef wel gezien als de de facto heerser van Saoedi-Arabië.
In Saoedi-Arabië gaat de erfopvolging van broer naar broer en dan pas naar de volgende generatie. Dit werd door koning Abdoel Aziz al Saoed ingevoerd in 1919 na de dood van zijn oudste zoon Turki I bin Abdoel-Aziz Al Saoed.
De voormalige koning Abdoellah bin Abdoel Aziz al-Saoed is de vijfde zoon van Abdoel Aziz al Saoed die op deze manier het hoogste ambt bekleedt. Nayef is als kroonprins opgevolgd door Salman bin Abdoel Aziz al-Saoed.
Zijn zoon Mohammed ben Nayef was vanaf 29 april 2015 tot 20 juni 2017 kroonprins.